# Джианна Лин
Джианна Лин (на английски: Gianna Lynn) е американска порнографска актриса от смесен испански, китайски и филипински произход.

## Биография
Родена е на 3 декември 1984 г. във Филипините. Когато е на четири години се премества със своите родители в САЩ – в долината Сан Фернандо в щата Калифорния. Там учи в баптистко училище. Родителите ѝ имали медицинско образование и я насочват към към медицината, но тя завършва само един семестър в колежа и прекъсва образованието си. Първата ѝ работа е в стоматологичен кабинет. По-късно работи в компания за ипотеки и тогава нейни приятели я свързват с продуцент, който я запознава с порноактрисата от азиатски произход Ниоми Марсела, която от своя страна я представя на агенцията Foxxx Modeling, набираща модели за порнографски филми.
През 2005 г., на 21-годишна възраст Джианна Лин дебютира като актриса в порнографската индустрия и в следващите години работи с водещите продуцентски компании в САЩ – Уикед Пикчърс, Пентхаус, Смаш Пикчърс, Вивид Ентъртеймънт, Хъслър, Адам и Ева, Ню Сензейшън, Диджитъл Син, Зеро Толеранс и други. Пред камерата прави мастурбации, орален секс, вагинален секс, лесбийски секс и групов секс, като е снимала само няколко сцени с анален секс и двойно проникване. Участвала е в продукции като Last Night, Mercedez Takes Control, Muse, My Imaginary Life, Porn Valley, All About Ashlynn 2: Girls Only, Fallen, Predator 2, Operation: Tropical Stormy и т.н. За представянето си Лин е получила номинации за награди на AVN, XRCO и F.A.M.E., включително и престижната индивидуална номинация за AVN награда за най-добра нова звезда.
През месец август 2006 г. порноактрисата увеличава размера на гърдите си чрез оперативно поставяне на силиконови импланти.
Наред с кариерата си в индустрията за възрастни Джианна Лин се изявява като модел и рекламно лице на търговската здравна и спортна марка Fantasy Fitness.
Поставена е на 26-о място в класацията на списание „Комплекс“ – „Топ 50 на най-горещите азиатски порнозвезди за всички времена“, публикувана през септември 2011 г.

## Награди и номинации
Номинации
- 2006: Номинация за AVN награда за най-добра групова секс сцена.[4]
- 2007: Номинация за AVN награда за най-добра нова звезда.[6][4]
- 2007: Номинация за AVN награда за най-добра групова секс сцена.[4]
- 2008: Номинация за AVN награда за непризната звезда.[4][7]
- 2008: Номинация за XRCO награда за непризната звезда.[4]
- 2008: Номинация за F.A.M.E. награда за най-недооценена звезда.[8]
- 2009: Номинация за AVN награда за най-добра тройна секс сцена само с момичета.[4]
- 2010: Номинация за AVN награда за най-добра тройна секс сцена само с момичета.[4]
- 2010: Номинация за F.A.M.E. награда за любима орална звезда.[9]